# Sinomwidodo
Sinomwidodo is een bestuurslaag in het regentschap Pati van de provincie Midden-Java, Indonesië. Sinomwidodo telt 5078 inwoners (volkstelling 2010).